# 萨默西特 (南达科他州)
萨默西特（英語：Summerset），是美国南达科他州下属的一座城市。根据2010年美国人口普查，该市有人口1,814人。2011年估计该市人口约有1,821人，年增长率为0.39%。